# Cantonul Saint-Julien-du-Sault
Cantonul Saint-Julien-du-Sault este un canton din arondismentul Sens, departamentul Yonne, regiunea Burgundia, Franța.

## Comune
- La Celle-Saint-Cyr
- Cudot
- Précy-sur-Vrin
- Saint-Julien-du-Sault (reședință)
- Saint-Loup-d'Ordon
- Saint-Martin-d'Ordon
- Saint-Romain-le-Preux
- Sépeaux
- Verlin